# 影名浅海
影名 浅海（かげな あさみ、1月8日 - ）は、千葉県出身の小説家。2013年11月22日に出版されたライトノベルを最後に作品は発表されていない。
2004年、集英社主催の第4回スーパーダッシュ小説新人賞において、同名のペンネームで投稿した「Shadow&Light」が佳作に入選。これを加筆、修正した「影≒光」でスーパーダッシュ文庫からデビューした。入選当時19歳。「影≒光」はスーパーダッシュ文庫からシリーズ刊行されている。後書きやペンネームから女性と思った読者も居る様だが男性作家。
ペンネームの由来は第二巻の著者近影にて、「親が自分に名付けなかった名前が浅海なので、影の名前が浅海という意味で影名浅海」であると明かしている。

## 主な著作

### 小説
いずれもスーパーダッシュ文庫から刊行されている。
1. 『影≒光 シャドウ・ライト』 2005年9月22日第1刷発行 ISBN 4-08-630259-4
2. 『影≒光 シャドウ・ライト 英国編』 2006年3月24日第1刷発行 ISBN 4-08-630286-1
3. 『影≒光 シャドウ・ライト 陰陽編』 2006年7月25日第1刷発行 ISBN 4-08-630309-4
4. 『影≒光 シャドウ・ライト 激突編』 2007年1月25日第1刷発行 ISBN 978-4-08-630338-5
5. 『影≒光 シャドウ・ライト 暴走編』 2007年8月24日第1刷発行 ISBN 978-4-08-630362-0
6. 『影≒光 シャドウ・ライト 突破編』 2010年12月25日第1刷発行 ISBN 978-4-08-630583-9
7. 『影≒光 シャドウ・ライト 駆動編』 2013年11月22日第1刷発行 ISBN 978-4-08630763-5